# خوان رامون مارتینس
خوان رامون مارتینس (اسپانیایی: Juan Ramón Martínez‎؛ (۲۰ آوریل ۱۹۴۸ – ۴ اوت ۲۰۲۴) بازیکن فوتبال اهل السالوادور بود.
از باشگاه‌هایی که در آن بازی کرده‌است می‌توان به باشگاه فوتبال مونیسیپال اشاره کرد.
وی همچنین در تیم ملی فوتبال السالوادور بازی کرده‌است.